# Mario Bennett
Mario Marcell Bennett (Denton, Texas, 1 de agosto de 1973) es un exjugador de baloncesto estadounidense que disputó cuatro temporadas en la NBA y varias más alrededor del mundo. Se formó en la Universidad de Arizona State y vistió en la NBA la camiseta de Phoenix Suns, Los Angeles Lakers, Chicago Bulls y Los Angeles Clippers. Con 2.06 metros de estatura, jugaba tanto de ala-pívot como de pívot.

## Trayectoria deportiva

### Universidad
En 1991, Bennett se matriculó en la Universidad de Arizona State. Con los Sun Devils pasó cuatro años. En su año freshman, la temporada 1991-92, promedió 12.5 puntos y 6.8 rebotes, pero el equipo no se clasificó al torneo NCAA. La temporada 1992-93 se la pasó recuperándose de una operación de rodilla. Después de los seis primeros partidos de temporada, apareció en la 1993-94, donde promedió 16.2 puntos, 8.6 rebotes y 1.5 asistencias. En su año sénior, la temporada 1994-95, Bennett firmó su mejor campaña como universitario. Con 18.7 puntos, 8.2 rebotes, 2.4 asistencias y 3.4 tapones (líder de la Pac-10) lideró a Arizona State a las semifinales regionales de la NCAA, donde cayeron ante Kentucky Wildcats. En aquella temporada se convirtió en el tercer jugador de los Sun Devils en anotar 600 o más puntos en una temporada. Además, el poderoso Bennett terminó su carrera con 219 mates.
Pese a que jugó sólo tres temporadas, acabó primero en la clasificación histórica de Arizona State en tapones (191) y porcentaje de tiro (58.7%).
Su periplo con los Sun Devils terminó con promedios de 15.7 puntos, 7.8 rebotes, 1.6 asistencias y 2.1 tapones.

### Profesional
Bennett fue elegido en el puesto 27 Draft de la NBA de 1995 por Phoenix Suns y se convirtió en el primer Sun Devil en ser elegido en 12 años, desde Byron Scott. En aquella temporada Bennett comenzó con fuerza, promediando 8.8 rebotes en la pretemporada con los Suns. Sin embargo, el 1 de noviembre entró en el dique seco por otra operación de su maltrecha rodilla. Se pasó 55 partidos en la lista de lesionados y fue activado el 1 de marzo de 1996. Disputó sólo 19 partidos en los que promedió 4.5 puntos y 2.6 rebotes.
El 29 de octubre de 1996 fue cortado por los Suns y se marchó a la CBA, donde jugó siete partidos en total entre Yakima Sun Kings y Grand Rapids Hoops. 
El 21 de septiembre de 1997 firmó con Los Angeles Lakers como agente libre y disputó 45 partidos en la temporada 1997-98 de la NBA, en la que promedió 3.9 puntos y 2.8 rebotes. Sus mejores partidos en la NBA llegaron en esta campaña. Firmó 21 puntos (récord personal), 10 rebotes y 4 asistencias en su primer partido como titular de la temporada ante Cleveland Cavaliers. Ante Phoenix Suns se marcó 18 puntos, 14 rebotes (récord personal) y 4 robos.
Antes de comenzar la 1998-99 firmó por Chicago Bulls pero 15 días después fue cortado. Una temporada después firmó un contrato de 10 días con Los Angeles Clippers, con los que sólo disputó un encuentro. 
Su efímera carrera en la NBA terminó con 4 puntos y 2.7 rebotes. Sus récords en puntos fueron 21 y de rebotes 14.
Después de su aventura en la NBA, se marchó a Europa a hacerse un nombre. Antes pasó por el San Diego Wildfire, de la ABA 2000, donde no llegó a debutar. Después tomó rumbo a España para jugar con el Unicaja Málaga de la ACB. Con el equipo malagueño sólo disputó tres partidos, pero formó parte del equipo que ganó la Copa Korac. En esa misma temporada fichó por el Montpellier en 2001. En 5 partidos que disputó allí promedió 18.4 puntos y 12.8 rebotes. Para la temporada 2002-03 se marchó a jugar a Filipinas, con el San Miguel Beermen. En la 2002-03 regresó a la liga francesa para jugar con Paris Basket Racing, donde promedió 10.1 puntos, 8.3 rebotes y 2 asistencias de media.
Para la 2003-04 volvió a cambiar de aires. Se marchó de nuevo a la CBA a jugar con Sioux Falls Skyforce, donde promedió 6.4 puntos, 4.9 rebotes y 2 asistencias. En la misma temporada jugó también en la Superliga de Baloncesto de Rusia. Pero Mario sólo disputó dos encuentros y regresó al Sioux Falls. De 2005 a 2007 jugó en el JDA Dijon francés, donde vivió sus dos mejores temporadas. En la primera allí promedió 10.3 puntos y 9.1 rebotes jugando el All-Star, mientras en su segunda campaña, 9.7 puntos y 9.4 rebotes. Pero de nuevo una lesión, esta vez en el metatarso, le impidió continuar la temporada en enero de 2007.
En 2008 jugó en Panteras de Aguascalientes de la Liga Nacional de Baloncesto Profesional de México y en Hebraica y Macabi de la Liga Uruguaya de Básquetbol, antes de recalar en el Nový Jičín de la República Checa.

## Estadísticas de su carrera en la NBA

### Temporada regular
| Temporada | Edad | Equipo        | Liga | P  | TIT | MIN  | TC  | TCA | %TC  | 3P  | 3PA | %3P  | TL  | TLA | %TL  | R.OF. | R.DEF. | REB | ASIS | ROB | TAP | PER | FP  | PTS |
| 1995-96   | 22   | Phoenix Suns  | NBA  | 19 | 14  | 12.1 | 1.5 | 3.4 | .453 | 0.0 | 0.1 | .000 | 1.4 | 2.2 | .643 | 1.1   | 1.5    | 2.6 | 0.3  | 0.6 | 0.6 | 0.6 | 2.4 | 4.5 |
| 1997-98   | 24   | L.A. Lakers   | NBA  | 45 | 4   | 7.9  | 1.8 | 3.0 | .593 | 0.0 | 0.0 | .500 | 0.4 | 1.0 | .364 | 1.3   | 1.5    | 2.8 | 0.4  | 0.4 | 0.2 | 0.5 | 1.4 | 3.9 |
| 1998-99   | 25   | Chicago Bulls | NBA  | 3  | 0   | 6.3  | 0.7 | 2.0 | .333 | 0.0 | 0.0 |      | 1.0 | 1.3 | .750 | 0.7   | 1.0    | 1.7 | 0.0  | 0.3 | 0.0 | 0.3 | 1.3 | 2.3 |
| 1999-00   | 26   | L.A. Clippers | NBA  | 1  | 0   | 3.0  | 0.0 | 3.0 | .000 | 0.0 | 0.0 |      | 0.0 | 0.0 |      | 1.0   | 1.0    | 2.0 | 0.0  | 0.0 | 0.0 | 0.0 | 1.0 | 0.0 |
| Total     |      |               | NBA  | 68 | 18  | 8.9  | 1.6 | 3.1 | .534 | 0.0 | 0.0 | .333 | 0.7 | 1.3 | .511 | 1.2   | 1.4    | 2.7 | 0.4  | 0.5 | 0.3 | 0.5 | 1.6 | 4.0 |

### Playoffs
| Temporada | Edad | Equipo       | Liga | P | MIN | TCA | TC | 3PA | 3P | TLA | TL | R.OF. | REB | ASIS | ROB | TAP | PER | FP | PTS | %TC  | %3P | %FT   | MIN | PTS | REB | AST |
| 1995-96   | 22   | Phoenix Suns | NBA  | 2 | 8   | 2   | 4  | 0   | 0  | 0   | 0  | 2     | 3   | 0    | 0   | 0   | 2   | 0  | 4   | .500 |     |       | 4.0 | 2.0 | 1.5 | 0.0 |
| 1997-98   | 24   | L.A. Lakers  | NBA  | 4 | 10  | 1   | 2  | 0   | 0  | 2   | 2  | 2     | 6   | 0    | 0   | 1   | 0   | 2  | 4   | .500 |     | 1.000 | 2.5 | 1.0 | 1.5 | 0.0 |
| Total     |      |              | NBA  | 6 | 18  | 3   | 6  | 0   | 0  | 2   | 2  | 4     | 9   | 0    | 0   | 1   | 2   | 2  | 8   | .500 |     | 1.000 | 3.0 | 1.3 | 1.5 | 0.0 |